# 荻野凖平
荻野 凖平（おぎの じゅんぺい、1909年（明治42年）6月1日 - 2001年（平成13年）1月22日）は、日本の政治家。（旧）静岡市長。

## 経歴
- 1909年 安倍郡賤機村（現・静岡市葵区）で生まれる
- 1928年 静岡県立静岡商業学校（現・静岡県立静岡商業高等学校）卒業。賤機郵便局に就職
- 1946年 賤機農業協同組合長になる
- 1947年 静岡市議会議員選挙に初当選。以後3期務める
- 1956年 静岡市議会議長に就任
- 1959年 静岡県議会議員選挙に当選
- 1963年 静岡市長選挙に自由民主党公認で立候補し、当時の現職の松永彦雄市長を破り初当選
- 1966年 全国史跡整備市町村協議会会長を務める
- 1967年 東海市長会会長に就任
- 1969年 藍綬褒章受章
- 1970年 文化庁長官表彰
- 1977年 自治大臣表彰、文部大臣表彰
- 1979年 全国市長会副会長を務める
- 1983年 5期20年勤めた静岡市長を退任。欠勤は一度もなかった。勲二等瑞宝章受章
- 2001年 91歳で死去

## 静岡市への功績
- 1963年 - 静岡競輪場の市有化、一般家庭ゴミ処理手数料の無料化
- 1969年 - 安倍郡6か村との合併、日本平動物園の開園
- 1978年 - 静岡市民文化会館の建設
- 1979年 - 国鉄東海道本線の高架化
- 1982年 - 静岡産業館（現・ツインメッセ静岡）の開館
- 1983年 - 静岡駅北口広場の完成

　ほか

## 著書
- 『賎ヶ岡乃記』（1985年 荻野凖平同族会）